# Anders Bergstedt
Anders Bergstedt, född 11 september 1768, död 10 juni 1825, var en svensk författare och ämbetsman.
Bergstedt skrev under sin gymnasietid ett antal dikter, som väl främst är hågkomna för att Thomas Thorild gav ett tal över freden i Värälä goda recensioner. Han blev student vid Uppsala universitet 1790, avlade examen i Kunglig majestäts kansli 1793 och blev samma år extraordinarie kanslist i utrikesexpeditionen och i krigsexpeditionen 1794. 1796 blev Bergstedt assistent i Svenska Västindiska Kompaniet och avreste samma år till Svenska Sankt Barthélemy där han tog säte i konseljen 1797, blev justitiarie samma år och 1804 erhöll protokollsekreterares titel. Bergstedt uträttade som ämbetsman en hel del för kolonin. Han förbättrade representationen i Gustavia, införde representation på landsbygden, inrättade en stadskassa för senläggande av gator och nedläggande av avloppsledningar och försökte utveckla skolväsendet genom att uppföra en skolbyggnad. Han anlade även ett tryckeri för utgivning av en veckotidning på engelska, som senare togs över av andra. 1806 erhöll han uppdrag att utveckla neutralitet för ön under det pågående kriget med Frankrike och avreste till Guadeloupe och Martinique men misslyckades med detta. Genom ett uppror fördrevs Bergstedt 1810 från Sankt Barthélemy och tvingades ta sin tillflykt i USA. Enligt uppgift från guvernören Hans Henrik Anckarheim skall det ha berott på konflikt med en viss enskild person. Sedan han återvänt till kolonin 1812 råkade han dock i konflikt med Anckarheim, som bland annat anklagade honom för att ha förskingrat allmänna medel.
Redan samma år lämnade han kolonin och återvände till Sverige. Här försökte han förgäves få ut ersättning för förlorad lön. Han startade även 1814 tidningen Aftonposten, som redan året därpå måste läggas ned på grund av dålig lönsamhet. Under sina sista år kämpade Bergstedt med stora skulder och dålig ekonomi.